# Ponikauhaus

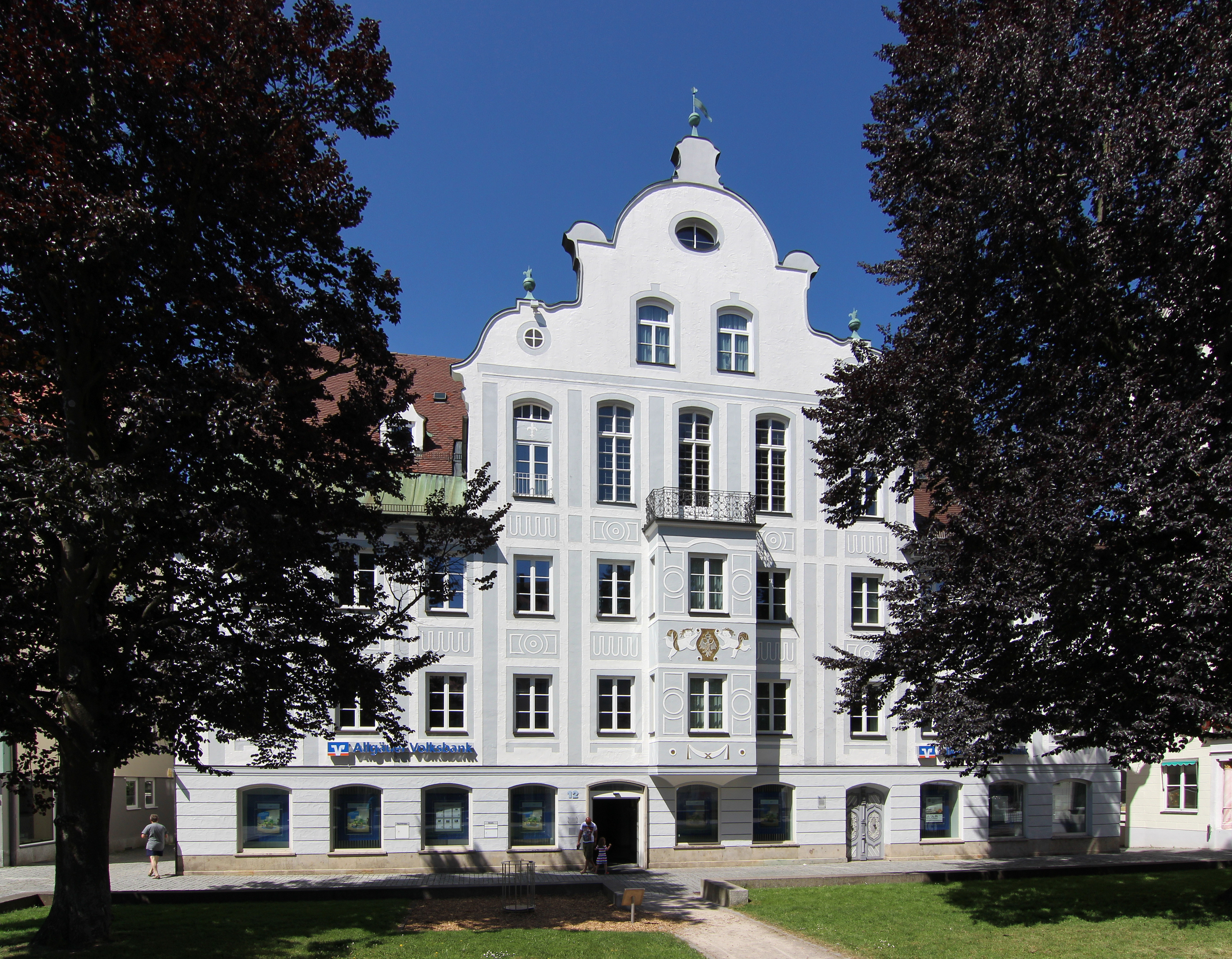
Das Ponikauhaus am Rathausplatz in Kempten

Das Ponikauhaus (auch Ponickau-Haus, Jenisch-Ponikauhaus oder Genossenschaftsbank) ist ein stattliches Patrizierpalais in Kempten. Das den Westen des Rathausplatzes schließende denkmalgeschützte Bauwerk gilt als reichsstädtisches Gegenstück zum Thronsaal der Fürstäbtlichen Residenz des Fürststifts Kempten. Reichsstadt und Fürststift waren durch die Stadtbefestigung getrennt und zwei konkurrierende Städte mit gleichem Namen. Heute ist das repräsentative Gebäude mit der Anschrift Rathausplatz 12 Sitz der Allgäuer Volksbank. An die Westseite schließt sich nach der Heinrichgasse die Stern-Apotheke, an die Ostseite nach dem Hallgässele das heutige Hotel Fürstenhof an.

## Geschichte
Das heutige Gebäude ging aus zwei Häusern hervor, „P 73“ und „P 74“ genannt. Später wurden diese Anwesen im Bauamtsbuch als „Gerberstraße 13“ und „Rathausplatz 10“ bezeichnet. Die älteste Urkunde für die beiden Häuser stammt aus dem Jahr 1499. Eine frühere Bebauung ist nicht auszuschließen. Möglicherweise war dort das sogenannte „Saltzhaus am Markt“ mit Verkaufsständen angesiedelt, wie aus stiftkemptischen Urkunden aus dem Jahr 1196 hervorgeht. In den Gewölben des Bauwerks wurden im 12. und 13. Jahrhundert Fässer mit Wein, Säcke mit Steinsalzbrocken, Salzscheiben und Gewürze gelagert.
Als erster Hauseigentümer ist der Färber Hans Holdenried nachgewiesen. Er erwarb das Haus im 15. Jahrhundert für seinen Handwerksbetrieb und als Wohnquartier. Auf eine Betriebserweiterung musste Holdenried verzichten, da er dafür keine Genehmigung erhielt. Auch durfte er seine eingefärbten Stoffe nicht zum Trocknen auf dem Rathausplatz aufhängen. Dies war auf dem repräsentativen Platz undenkbar. Die Familie Holdenried zählte zu den wohlhabenden Bürgern der Stadt.
Im 16. Jahrhundert gelangte das Bauwerk in die Hände der Stadt, die es 1571 an einen Stadtbaumeister namens Lienhart Häl veräußerte. Zur gleichen Zeit baute es der Großkaufmann Joseph König, ein Patrizier, mit dem Nachbarhaus zusammen. Nach dessen Tod übernahm sein gleichnamiger Sohn das Haus, der mit Sabine Mayr, der Tochter des amtierenden Bürgermeisters Peter Mayr, verheiratet war, und errichtete einen Neubau. Joseph König dem Jüngeren folgte 1602 sein ältester Sohn, Tobias König. Er überließ das Haus seinem Bruder David im Jahr 1624.
Davids Sohn Joseph überlebte die Eroberung der Stadt durch die kaiserlichen Truppen am 13. Januar 1633 nicht. Verloren ging dabei der Wappenbrief des Urgroßvaters. Zerstört wurde auch die komplette Einrichtung. Nach archivierten Ratsprotokollen erwarb im Jahr 1655 der Bürgermeister Wolfgang Leonard Jenisch das Wohnhaus. Die Patrizierfamilie Jenisch übernahm auch das angrenzende Haus und verband es um 1740 zu einer Einheit. Hierbei wurde die mächtige repräsentative Fassade mit einem Barockgiebel versehen. Im oberen Mittelteil des Anwesens wurde im 18. Jahrhundert der prächtige Festsaal im Stil des Rokoko eingerichtet, das aufwendige Treppenhaus eingefügt und eine eigene Wasserleitung installiert. Daraufhin blieb das Haus über mehrere Generationen im Besitz der Jenisch.
1804 gelangte das Doppelhaus durch Erbschaft, Heirat und Tausch an Christoph Friedrich von Ponikau, der es bis in das Jahr 1830 behielt. Auf diese Erbschaft geht auch der Name des Hauses zurück. Das aus Sachsen stammende Adelsgeschlecht Ponikau spielte in Kempten eine eher kurze Rolle ohne weitere Bedeutung. 1830/31 ging das gesamte Anwesen an die Stadt Kempten über, die es nach verschiedenen Mietern und Zwischeneigentümern an den Bäcker Ferdinand August Ackerknecht für 21.000 Gulden verkaufte. Der angeblich sehr biedere Bäckermeister wollte möglichst viel Kapital machen. So stellte er im Jahr 1867 in dem über zwei Stockwerke hohen Festsaal mit dem Einziehen einer Zwischendecke weitere Wohnflächen her. Die länglichen Fenster zum Rathausplatz mussten dabei geteilt werden, auch Stuckarbeiten und Malereien wurden zerstört. Das obere Drittel des ehemaligen Prunksaals konnte nur noch über den Dachboden erreicht werden. Von da an verschlechterte sich der Zustand des Raums mit seinen Malereien und seinem Stuck. Die Prunkräume des Hauses gerieten in Vergessenheit. Im Jahr 1916 kaufte der damalige Spar- und Vorschußverein Kempten, die spätere Allgäuer Volksbank, das Gebäude für 58.000 Reichsmark. Am 1. Oktober 1916 wurde der Bankbetrieb aufgenommen. Die Südfassade wurde 1928 erneuert. Die Allgäuer Volksbank war sich unklar, ob man das Gebäude restaurieren und sichern oder dem Verfall preisgeben sollte. Die Bank entschied sich für eine Wiederherstellung der Räumlichkeiten. 1957 wurde erneut die Südfassade samt Innenausstattung so weit wie möglich restauriert, jedoch wurde die Fassadengliederung, ehemals ein mit der Fassadenmalerei der Königschen Häuser vergleichbares Fresko, entfernt und durch eine moderne Gestaltung in brauner Farbe ersetzt. Erst 1982/83, als genug Kapital vorhanden war, wurde der Festsaal renoviert. Unter anderem wurde der Kunstmaler und Restaurator Josef Lorch beauftragt, die Malereien von Franz Georg Hermann wieder aufzufrischen.

## Architektur

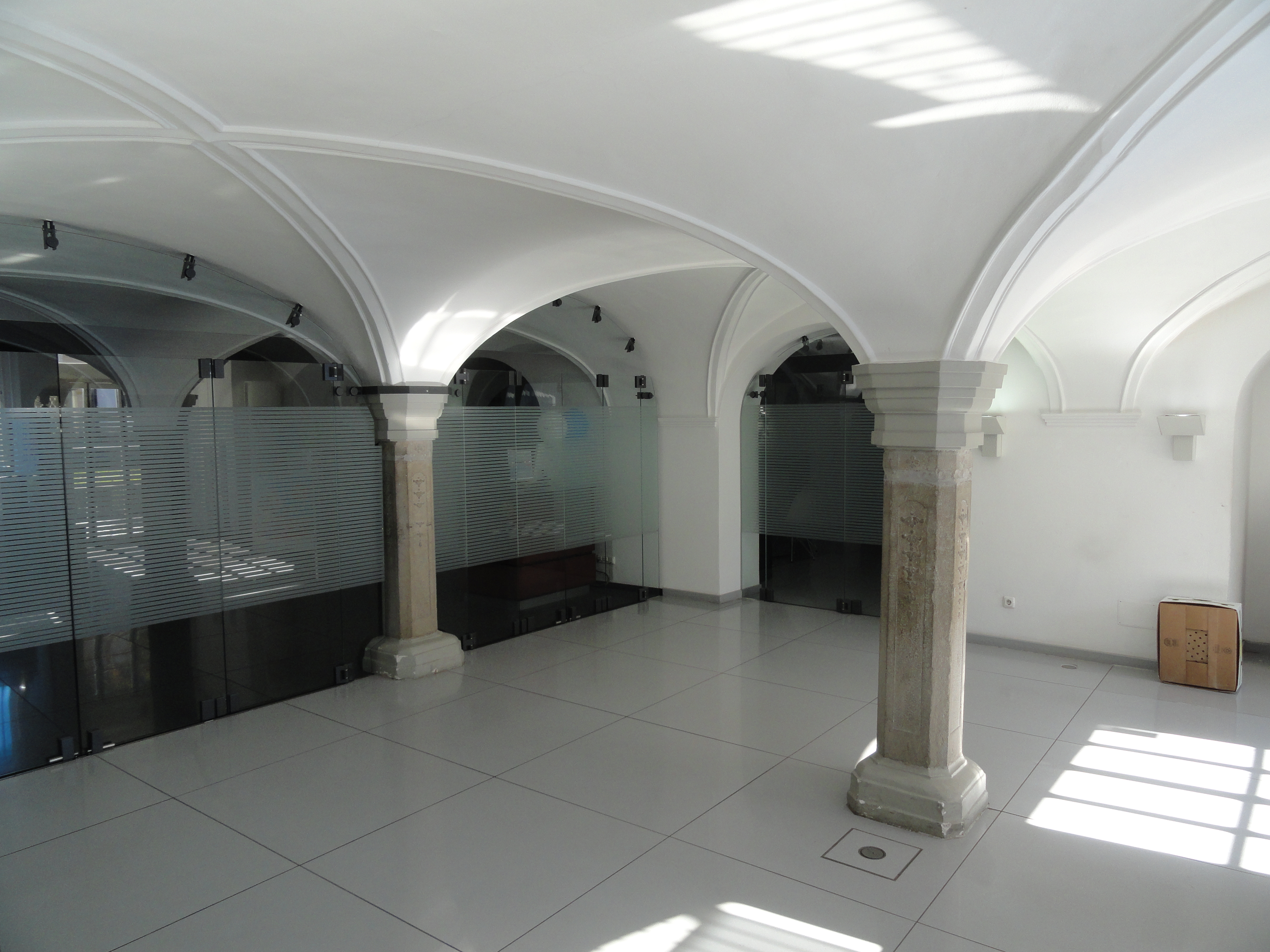
Das Kreuzgratgewölbe im Erdgeschoss

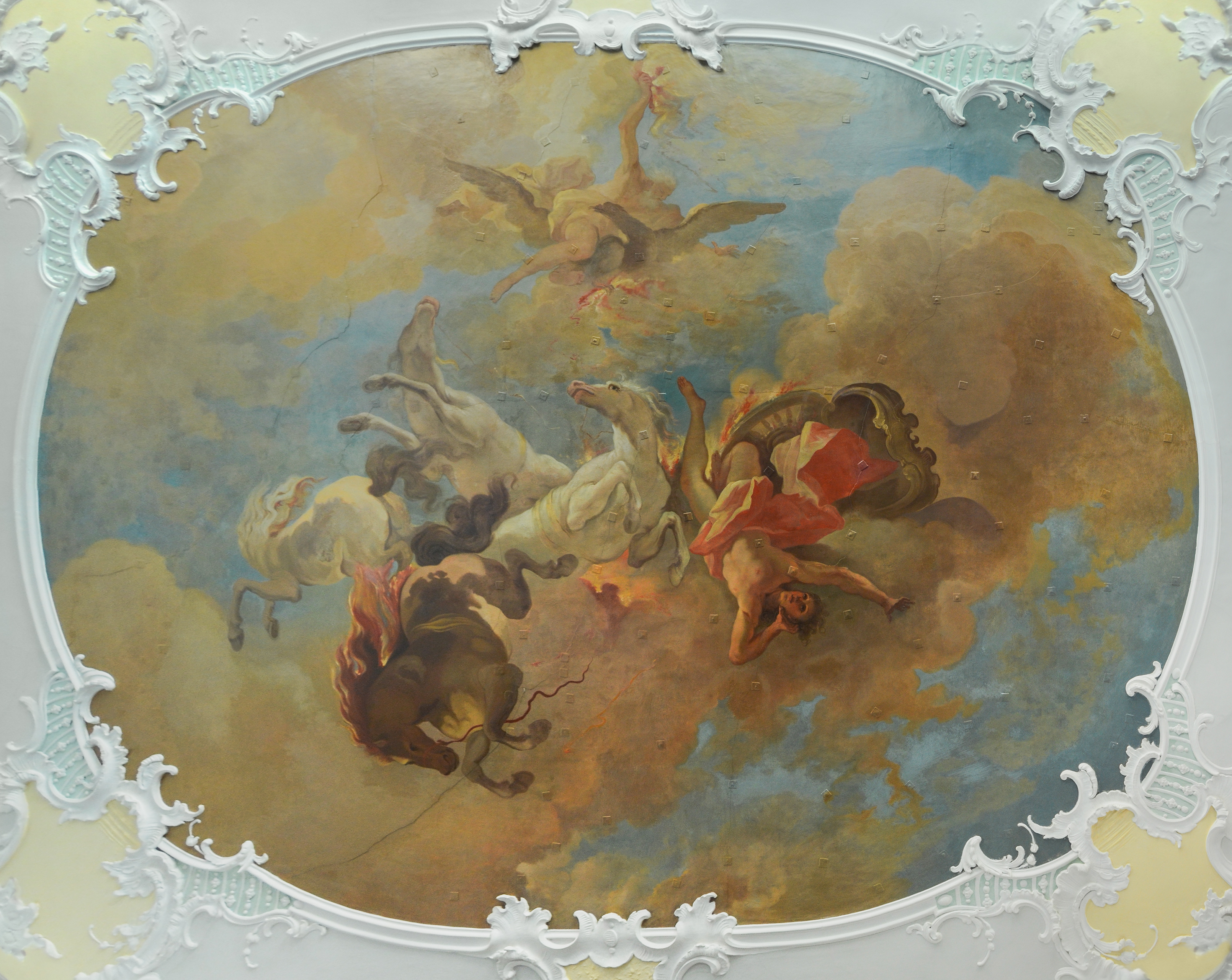
Sturz des Phaeton im Treppenhaus

Das in elf Fensterachsen gegliederte dreigeschossige Haus hat einen rechteckigen Erker über das erste und zweite Stockwerk, der mit einem vergitterten Balkon abschließt. Das große Zwerchhaus mit Stichbogenfenstern hat einen geschwungenen, halbkreisförmig geschlossenen Giebel. Die Fassaden- und Fensteraufteilung ist asymmetrisch, weil zwei Gebäude vereinigt wurden. Dies ist vor allem im rechten Teil des Zwerchhauses erkennbar, der deutlich breiter ist. Der hintere Teil des Gebäudes, der sich an die Gerberstraße anschließt, hat ein Zwerchhaus mit abgewalmtem Dach und Gauben mit geschwungener Verdachung.

### Innenräume
Das Gebäudeinnere ist geprägt vom Rokoko. Das Kreuzgratgewölbe im Erdgeschoss ist zum Teil mit Stuckrippen über gefasten Pfeilern mit profiliertem Kämpfer gestaltet. Am Nordende des Erdgeschosses befindet sich ein bemerkenswertes rechteckiges Treppenhaus. Der Festsaal in den oberen Stockwerken gilt als Gegenstück zum Thronsaal der fürstabtlichen Residenz. Die Zimmer enthalten üppig gestaltete Rocaillekartuschen. Die fast freigeistige Reichsstadt wollte der Stiftsstadt mit den Deckenmalereien und dem Stuck zeigen, dass auch sie kraftvoll ist und die Kunst nicht immer auf christlicher Basis fundieren musste. Die Reichsstädter griffen bei der Gestaltung des Ponikauhauses verschiedene Szenen aus der griechischen Mythologie auf.

#### Treppenhaus
Das um 1741 aufwendig gestaltete Treppenhaus enthält Fresken von Franz Georg Hermann und Stuck von Johann Georg Üblhör. Dort vereinigen sich zwei Treppenläufe über einen Absatz vor der Außenwand zu einem breiten Mittellauf, ausgestattet mit hölzernen Brüstungen aus Vierkantbalustern. An den gefelderten Unterseiten der Treppe, in den Hohlkehlen und Vorhallen befinden sich Rocailledekorationen. Von Hermann stammt der Sturz des Phaethon, dieses Fresko an der Decke des Treppenhauses ist von Üblhörs Stuck oval umrahmt.

#### Festsaal

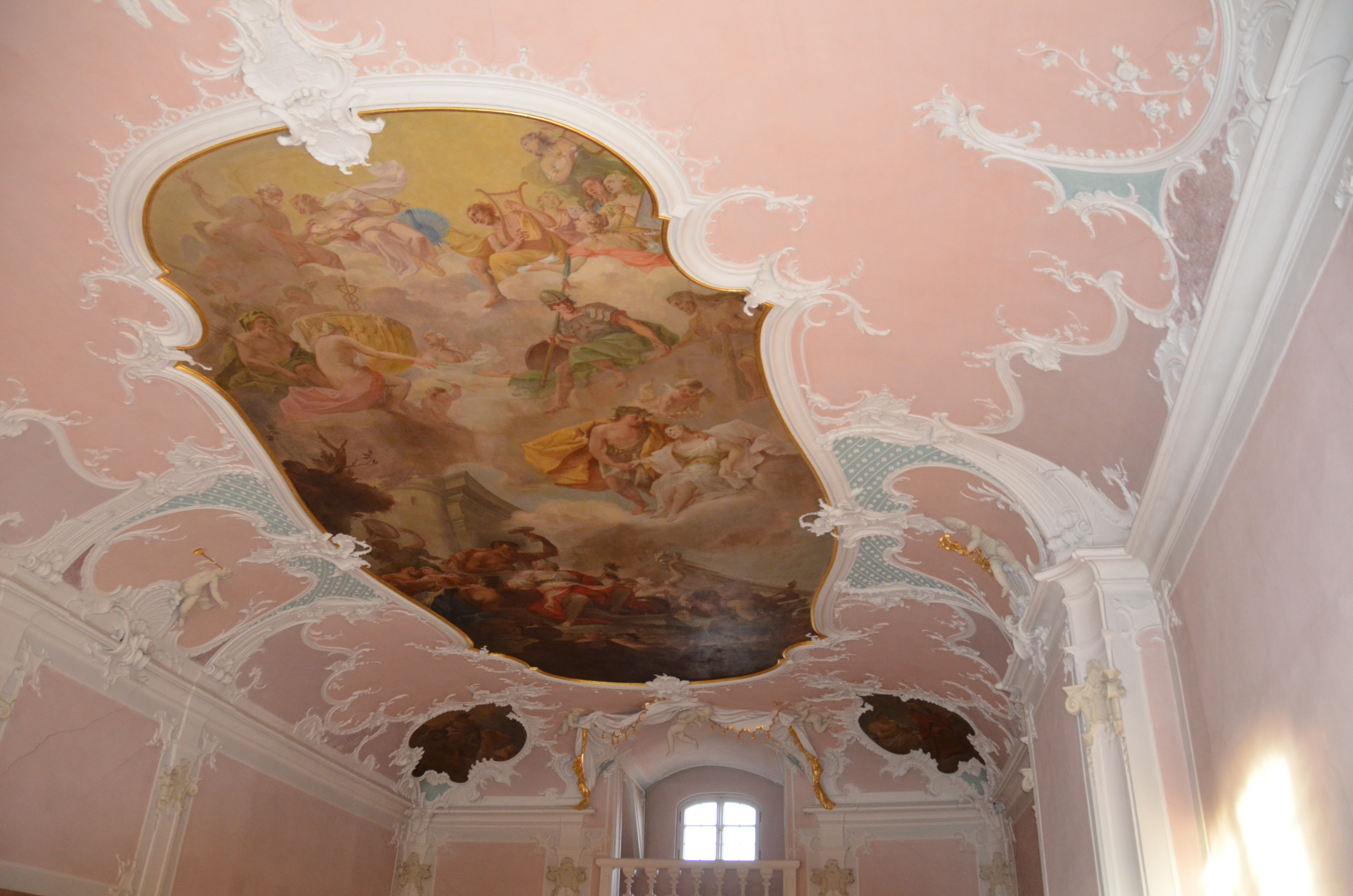
Das Mittelbild des Festsaals: „Die Reichsstadt Kempten lädt die Götter des Olymp zum Gastmahl“

Auch im großen Festsaal waren Hermann und Üblhör etwa gleichzeitig tätig. Dieser Saal gilt als Gegenstück zum Thronsaal der stiftsstädtischen Residenz und ist Ausdruck reichsstädtischen Selbstbewusstseins und Anspruchsdenkens.

##### Stuck
Zwischen korinthisierenden, in den Ecken abgerundeten Pilastern befinden sich an der südlichen Schmalseite drei Korbbogenfenster, die den Raum mit Licht durchfluten. An den Längsseiten sind zwei schmale und zwei breite, alternierende Intervalle. Das schmale Mittelintervall der Ostseite springt über einen Stuckmarmorkamin mit Eckvoluten aus. Das Spiegelgewölbe hat in den Ecken ein gekehltes Gesims mit übergreifenden Bildkartuschen. Über dem Mittelfenster ist ein Jenisch-Wappen zwischen Putten und einer Helmzier-Kartusche zu sehen. In der Nische gegenüber befindet sich ein Draperie unter drei Putten. Die Längsseiten sind über dem Gesims mit Rocaille, Feldern in Damastmusterung und Rauputz versehen. Über dem Kamin sind zwischen Rocaillevoluten Kartuschen von einem Putto mit Lorbeerkranz besetzt. Gegenüber verziert ein Putto mit Trompete die Wand.

##### Fresken
Die von Franz Georg Hermann gemalten Fresken sind vor allem figürliche Darstellungen mit Allegorien und der zentralen Malerei Die Reichsstadt Kempten lädt die Götter des Olymp zum Gastmahl.

###### Allegorien
In Eckkartuschen symbolisieren allegorisierende Frauengestalten mit Putten die vier Jahreszeiten mit den vier Elementen.
- Frühling: Eine zarte Jungfrau hält in der rechten Hand ein Vogelnest mit frisch geschlüpften Vögeln. In der anderen hält sie einen kleinen Blumenstrauß. Die linke Brust ist ebenso frei wie ihr linkes Bein. Sie trägt ein seidenes, fast durchsichtiges Oberkleid. Ein fliegender Vogel symbolisiert das Element Luft.[10]
- Sommer: Eine reife Frau legt ihren linken Arm auf eine Getreidegarbe. Die rechte Hand hält eine Sichel himmelwärts, den Ursprung des Werdens. Hinter dieser Sichel ist Mutter Erde, ein Symbol dieser Jahreszeit dargestellt.[11]
- Herbst: Eine Mutter hält in den Händen Früchte als Zeichen für die Jahreszeit der Ernte. Hinter der weiblichen Figur stehen zwei engelsgleiche Kinder, die sich über den frühherbstlichen Regen freuen. Eines der Kinder streckt ihm seine kleine Hand entgegen. Das andere Kind hält sich ein Tuch über den Kopf. Der Regen ist das Symbol für das Element Wasser.[12]
- Winter: Eine alternde Dame ist mit einem roten Mantel bekleidet. Aus einem Gefäß züngeln Flammen. Der melancholische Gesichtsausdruck soll das Leiden und die Plagen des Winters darstellen, aber zugleich auch auf die Probleme eines hohen Alters hinweisen.[13]

###### Mittelbild

Das Mittelbild

Das Mittelbild auf dem Spiegelgewölbe trägt die Signatur „1741 F. g. Herrmann. pinx“ und zeigt, wie die Reichsstadt Kempten die Götter des Olymp zum Mahl einlädt. Die Götter des Olymp schweben auf Wolken und blicken auf die speisenden Satyrn herunter.

#### Ostteil
Zum Hallgässele im Osten zwischen dem Ponikauhaus und dem Fürstenhof ragt ein rechteckiger Erker heraus.
Im Erdgeschoss des Ostteils befinden sich Sandsteinsäulen mit Kapitellen auf einer Achteckbasis. Über dem Treppenbogen ragt ein großer Engelskopf hervor. Im ersten Geschoss befinden sich Stuckaturen aus dem Jahr 1600 mit zum Teil schweren, kreisförmigen Kassetten. Rosetten, Bandelwerk und Blüten verzieren die Fensterstürze und die Unterzüge. Im zweiten Obergeschoss bildet ein großer, achtstrahliger Stern eine Kassettendecke. Weitere, später aufgeteilte Räume haben Vierpässe. Im dritten Stockwerk des Ostteils befindet sich eine hölzerne Kassettendecke mit Blütenbemalung.